# Bambino napolitano
Bambino napolitano, Cabeza de niño o Aldeano romano, es una pintura al óleo creada en 1878 por la artista Rebeca Oquendo. Actualmente pertenece a la colección pictórica del Museo Nacional de Arqueología, Antropología e Historia del Perú (MNAAHP).

## Descripción
Bambino napolitano es una forma de agradecimiento de Oquendo por su formación artística de inspiración italiana. El personaje es un niño del periodo de renacimiento en las naciones del mediterráneo, el niño tiene una mirada dulce con un traje oscuro, y dos camisas de rojo y blanco, un pantalón azul y en su mano derecha un instrumento de viento, que no se específica si es un oboe o una dulzaina, todo el personaje está sobre un fondo de gris claro.
Oquendo se inspiró en su hermana, Sara Oquendo de niña, para crear al niño.

## Historia
En 1921 Oquendo le contó a la escritora y amiga Elvira García y García, que tenía intención de dar en donación a Bambino napolitano y otras obras suyas al Estado peruano para su conservación luego de su muerte. En 1928 envió una misiva a Emilio Gutiérrez de Quintanilla, que era el director del Museo de Historia Nacional, para hacerle entrega de sus obras y estén a disposición del público.
La obra llegó a exponerse en el Salón de París en 1870, en representación del arte peruano y en la Exposición Nacional de 1872, junto a Viejo republicano, y posiblemente también Margarita y Retrato de Sara Oquendo. La obra se mantuvo en la colección del Museo de Historia Nacional, aunque en 2011 se informó que la obra se mantiene en los almacenes del museo por cuestiones desconocidas. La pintura tiene la particularidad de que Oquendo presenta una firma más clásica para identificar su autoría, mientras que en obras posteriores firmará como M.R.O.

## Legado
Emilio Gutiérrez de Quintanilla, el director museístico, quedó impactado por la obra y la misiva de Oquendo que decidió publicarla con el título de la línea y el color el mismo año que le llegó la carta.